# Qila Mubarak
Qila Mubarak (pandžabsko ਕ਼ਿਲਾ ਮੁਬਾਰਕ, hindijsko  क़िला मुबारक, urdujsko قلعہ مبارک) je zgodovinski spomenik v središču Bathinde v Pandžabu, Indija.
Priznan je kot spomenik državnega pomena in ga vzdržuje Arheološki zavod Indije. Je najstarejša ohranjena utrdba v Indiji. V njej je bila zaprta Razija Sultan, prva ženska, ki je prevzela prestol v Delhiju in bila nato odstavljena. Opeka, iz katere je trdnjava zgrajena, je iz obdobja Kušanskega cesarstva, ko je v severni Indiji vladal kušanski cesar Kaniška I. Trdnjavo naj bi skupaj s cesarjem zgradil Radža Dab.

## Arhitektura
Trdnjava ima 36 bastionov. Visoka je približno 36 metrov in zato vidna iz širše okolice.

## Zgodovina
Trdnjavo Qila Mubarak v Bathindi  je zgradil Radža Dab v obdobju 90-110 n. št. Trdnjava naj bi preprečila vdor Hunov v kraljestvo cesarja Kaniške v severni Indiji. Kasneje je doživela več sprememb, ki so jih izvedli lokalni vladarji. V njej je bila zaprta Razija Sultan, prva cesarica Delhija. Hindujske kronike Kašmirja so trdnjavo opisale kot prestolnico Džaipala. Kronike omenjajo tudi to, da je trdnjavo osvojil Mahmud Gaznavi,  prvi neodvisni vladar iz turške dinastije Gaznavidov (vladal 999 – 1030).
| Zgodovina Qila Mubaraka in bližnjih pokrajin | |
| --- | --- |
| \| Leto \| Dogodek \| \| ----------------- \| ------------------------------------------------------------------------------------------------------------------------------------------- \| \| 50.000 pr. n. št. \| V severni Indiji razvijejo ročno orodje, kot je ročna sekira. artefakti so bili najdeni tudi v okolici Bathinde. \| \| 40.000 pr. n. št. \| V severni Indiji in osrednji Aziji (Baktrija) začnejo ljudje živeti v zavetiščih, ki so jih ustvarili sami. \| \| 7000 pr. n. št. \| Ljudje so začeli gojiti ječmen in rediti ovce in koze. Živeti so začeli v vaseh v bivališčih iz blatnih zidakov. Nekaj bivališč še obstaja. \| \| 5500 pr. n. št. \| Prebivalci so se naučili izdelovati predmete iz žgane gline. Tehnika je še vedno živa. \| \| 3000 pr. n. št. \| V okolici Bathinde se pojavijo prve vasi kmetov. Večina trh vasi še vedno obstaja. \| \| 2600 pr. n. št. \| Kmetje začnejo uporabljati plug. Natančno taki plugi so ponekod še v rabi. \| \| 1500 pr. n. št. \| Mesta v regiji ljudje opustijo, nekaj vasi pa preživi in se razvija. V regijo pridejo Indo-Arijci. \| \| 800 pr. n. št. \| Indo-Arijci se razširijo po regiji iz začnejo do golega sekati gozdove. \| \| 600 pr. n. št. \| Prebivalci začnejo uporabljati bojne slone. \| \| 125 pr. n. št. \| Pandžab napade skitsko pleme Saki. \| \| 15 n. št. \| V regiji se obnovi Kušansko cesarstvo. \| \| 90-110 n. št. \| Cesar Kaniška I. in Radža Dab zgradita trdnjavo Qila Mubarak. \| \| 179 \| Bhatti Rao ustanovi mesto Bathinda. \| \| 1004 \| Mesto osvoji sultan Mahmud Gazni. \| \| 1045 \| V mestu se naseli Pir Hazi Rattan, da bi tukaj meditiral. \| \| 1189 \| Mesto osvoji sultan Mohammed Ghori. \| \| 1191 \| Mesto ponovno osvoji Pritvi Radž Čauhan. \| \| 1240 \| V trdnjavo zaprejo Razija Sultan. \| \| 1515 \| Mesto obišče guru Nanak Dev. \| \| 1665 \| Mesto obišče guru Teg Bahadur. \| \| 1705 \| Mesto obišče guru Gobind Sing. \| \| 1835 \| Maharadža Karam Sing zgradi Gurdwaro. \| | |
| Leto | Dogodek |
| 50.000 pr. n. št. | V severni Indiji razvijejo ročno orodje, kot je ročna sekira. artefakti so bili najdeni tudi v okolici Bathinde.                            |
| 40.000 pr. n. št. | V severni Indiji in osrednji Aziji (Baktrija) začnejo ljudje živeti v zavetiščih, ki so jih ustvarili sami.                                 |
| 7000 pr. n. št. | Ljudje so začeli gojiti ječmen in rediti ovce in koze. Živeti so začeli v vaseh v bivališčih iz blatnih zidakov. Nekaj bivališč še obstaja. |
| 5500 pr. n. št. | Prebivalci so se naučili izdelovati predmete iz žgane gline. Tehnika je še vedno živa.                                                      |
| 3000 pr. n. št. | V okolici Bathinde se pojavijo prve vasi kmetov. Večina trh vasi še vedno obstaja.                                                          |
| 2600 pr. n. št. | Kmetje začnejo uporabljati plug. Natančno taki plugi so ponekod še v rabi.                                                                  |
| 1500 pr. n. št. | Mesta v regiji ljudje opustijo, nekaj vasi pa preživi in se razvija. V regijo pridejo Indo-Arijci.                                          |
| 800 pr. n. št. | Indo-Arijci se razširijo po regiji iz začnejo do golega sekati gozdove.                                                                     |
| 600 pr. n. št. | Prebivalci začnejo uporabljati bojne slone.                                                                                                 |
| 125 pr. n. št. | Pandžab napade skitsko pleme Saki. |
| 15 n. št. | V regiji se obnovi Kušansko cesarstvo. |
| 90-110 n. št. | Cesar Kaniška I. in Radža Dab zgradita trdnjavo Qila Mubarak.                                                                               |
| 179 | Bhatti Rao ustanovi mesto Bathinda. |
| 1004 | Mesto osvoji sultan Mahmud Gazni. |
| 1045 | V mestu se naseli Pir Hazi Rattan, da bi tukaj meditiral.                                                                                   |
| 1189 | Mesto osvoji sultan Mohammed Ghori. |
| 1191 | Mesto ponovno osvoji Pritvi Radž Čauhan. |
| 1240 | V trdnjavo zaprejo Razija Sultan. |
| 1515 | Mesto obišče guru Nanak Dev. |
| 1665 | Mesto obišče guru Teg Bahadur. |
| 1705 | Mesto obišče guru Gobind Sing. |
| 1835 | Maharadža Karam Sing zgradi Gurdwaro. |

## Obnova
Po obsežnih dve leti trajajočih raziskavah je Arheološki zavod Indije predlagal načrt prenove, ki bi ga financirali tudi tuji skladi. Prenova na bi bila končana 21. junija 2005 ob tristoletnici obiska guruja  Gobinda Singa. Ker načrt obnove ni bil odobren, so se v trdnjavi opravljala samo manjša popravila. Vstop v trdnjavo ni bil mogoč. Trdnjava je zdaj obnovljena in odprta za obiskovalce.
Ko je v Indijo prvič prišel Babur (vladal 1526–1530), ustanovitelj in prvi cesar Mogulskega cesarstva, je s seboj pripeljal topove. Štirje njegovi topovi, izdelani iz zlitine srebra, zlata, bakra in železa, so zdaj razstavljeni v Qila Mubaraku.

## Galerija
- Trdnjava leta 1906